# Hermanówka (województwo podlaskie)
Hermanówka – wieś w Polsce położona w województwie podlaskim, w powiecie białostockim, w gminie Juchnowiec Kościelny.
W latach 1975–1998 miejscowość administracyjnie należała do województwa białostockiego.
Wierni kościoła rzymskokatolickiego należą do parafii Świętej Trójcy w Juchnowcu. We wsi znajduje się dom rekolekcyjny.